# St. Albans (Virginia Occidentale)
St. Albans è un comune degli Stati Uniti d'America, nella contea di Kanawha nello Stato della Virginia Occidentale.